# Metzleria patagonica
Metzleria patagonica là một loài Rêu trong họ Dicranaceae. Loài này được (Herzog & Thér.) J.-P. Frahm mô tả khoa học đầu tiên năm 2000.